# Zuenir Ventura
Zuenir Carlos Ventura (Além Paraíba, 1.º de junho de 1931) é um jornalista e escritor brasileiro.
Nascido em Além Paraíba, Minas Gerais, filho de Antônio José Ventura e de Herina de Araújo, aos 11 anos mudou-se com a família para Nova Friburgo e começou a trabalhar como pintor. Depois foi contínuo de banco, faxineiro e balconista. Em 1954, no Rio de Janeiro, iniciou o curso de Letras Neolatinas na Faculdade Nacional de Filosofia, hoje UFRJ. Em seguida, começou sua carreira de jornalista. Foi professor de Comunicação Verbal da Escola Superior de Desenho Industrial (ESDI), fazendo parte, desde 1963, do grupo inicial fundador desta instituição, mais tarde absorvida pela Universidade do Estado do Rio de Janeiro (UERJ). É colunista do jornal O Globo, tendo ganhado o Prêmio Jabuti em 1995 na categoria Reportagem pelo livro Cidade Partida.
É o sétimo ocupante da cadeira n.º 32 da Academia Brasileira de Letras, eleito no dia 30 de outubro de 2014, na sucessão do dramaturgo Ariano Suassuna. Tomou posse em 6 de março de 2015, quando foi saudado pela acadêmica Cleonice Berardinelli. 
Seu livro 1968: o Ano Que não Terminou serviu de inspiração para a minissérie Anos Rebeldes produzida pela Rede Globo.

## Obras selecionadas
- 1968: o Ano Que não Terminou — Editora Nova Fronteira (1989; 2006)/Editora Planeta (2008)
- Cidade Partida — Companhia das Letras (1994)
- Inveja: Mal Secreto —  Editora Objetiva (1998) — Edição portuguesa com prefácio de Miguel Sousa Tavares
- Chico Mendes: Crime e Castigo: Quinze anos depois, o autor volta ao Acre para concluir a mais premiada reportagem sobre o herói dos povos da floresta — Companhia das Letras (2003)
- 1968: O Que Fizemos de Nós — Editora Planeta (2009)
- Sagrada Família — Alfaguara (2012)